# Claudio Nunes
Claudio Nunes (Roma, 23 marzo 1968) è un giocatore di bridge italiano.

## Carriera sportiva
Comincia a giocare a bridge nel 1974; partecipa al suo primo torneo pubblico al Circolo Paisiello di Roma (23 tavoli) nel 1976 e lo vince giocando in coppia con il padre.
È attualmente il nº 2 dei giocatori del mondo e d'Europa subito dopo il suo compagno abituale Fulvio Fantoni e il nº 4 dei giocatori italiani.
Nel 2002 vincono il campionato mondiale a coppie e da allora fino al 2010 vincono ogni anno una medaglia mondiale o olimpica divenendo i due migliori giocatori del mondo, quando inaspettatamente vengono estromessi dalla nazionale italiana e perciò accettano la proposta per giocare altrove.
Nel 2011 Nunes e Fantoni acquisiscono la residenza nel Principato di Monaco, della cui rappresentativa bridgistica faranno parte a partire dal 2012.

## Medagliere
| Medaglia | Tipo di campionato                                                              | Squadra/partner          |
| 1981     | 1981                                                                            | 1981                     |
| -------- | ------------------------------------------------------------------------------- | ------------------------ |
| arg.     | Campionato italiano juniores                                                    | Roma                     |
| 1983     |                                                                                 |                          |
| arg.     | Campionato italiano juniores                                                    | Roma                     |
| 1985     |                                                                                 |                          |
| oro      | Campionato italiano II categoria                                                | Roma                     |
| 1986     |                                                                                 |                          |
| oro      | Campionato italiano juniores                                                    | Roma                     |
| 1987     |                                                                                 |                          |
| arg.     | Campionato M.E.C. juniores - coppie                                             | Fantoni                  |
| 1988     |                                                                                 |                          |
| arg.     | Campionato europeo juniores                                                     | Italia                   |
| arg.     | Campionato italiano juniores - coppie                                           | Renato Nunes             |
| 1989     |                                                                                 |                          |
| oro      | Coppa del Mediterraneo                                                          | Italia                   |
| arg.     | Campionato italiano juniores - coppie                                           | Renato Nunes             |
| 1992     |                                                                                 |                          |
| oro      | Campionato Europeo juniores                                                     | Italia                   |
| 1993     |                                                                                 |                          |
| arg.     | Campionato M.E.C. juniores                                                      | Italia                   |
| oro      | Campionato M.E.C. juniores - coppie                                             | Versace                  |
| oro      | Campionato italiano                                                             | Treviso                  |
| 1994     |                                                                                 |                          |
| bro.     | Campionato italiano                                                             | Treviso                  |
| 1995     |                                                                                 |                          |
| oro      | Campionato italiano                                                             | Forlì                    |
| oro      | Coppa Italia                                                                    | Roma - Top Bridge        |
| 1996     |                                                                                 |                          |
| arg.     | Campionato italiano                                                             | Forlì                    |
| oro      | Coppa Italia                                                                    | Roma - Top Bridge        |
| 2001     |                                                                                 |                          |
| arg.     | Campionato italiano                                                             | Treviso                  |
| oro      | Coppa Italia                                                                    | Roma - Parioli           |
| 2002     |                                                                                 |                          |
| bro.     | Campionato italiano                                                             | Treviso                  |
| bro.     | Coppa Italia                                                                    | Roma - Parioli           |
| oro      | Campionato Mondiale - coppie                                                    | Fantoni                  |
| 2003     |                                                                                 |                          |
| oro      | Campionato italiano                                                             | Roma - Parioli           |
| oro      | Coppa Italia                                                                    | Angelini                 |
| arg.     | Campionato Mondiale                                                             | Italia                   |
| oro      | Coppa Europea dei campioni                                                      | Roma - Parioli           |
| oro      | Campionato nordamericano d'autunno (Mitchell)                                   | Berthau                  |
| 2004     |                                                                                 |                          |
| oro      | Coppa Italia                                                                    | Angelini                 |
| oro      | Campionato europeo                                                              | Italia                   |
| oro      | Coppa europea dei campioni                                                      | Roma - Parioli           |
| oro      | Olimpiadi                                                                       | Italia                   |
| arg.     | Campionato nordamericano di primavera (Jacoby)                                  | Kamil                    |
| oro      | Campionato nordamericano di primavera-coppie (Wherner)                          | Fantoni                  |
| oro      | Campionato nordamericano di primavera (Mott Smith Trophy) punteggio individuale | Fantoni                  |
| bro.     | Campionato nordamericano d'estate (Spingold)                                    | Kamil                    |
| oro      | Campionato nordamericano d'autunno - Mitchell                                   | Welland                  |
| 2005     |                                                                                 |                          |
| oro      | Campionato italiano - squadre                                                   | Angelini                 |
| oro      | Campionato italiano - Società                                                   | Roma - Parioli           |
| oro      | Coppa europea dei campioni                                                      | Roma - Parioli           |
| oro      | Campionato mondiale                                                             | Italia                   |
| oro      | Campionato nordamericano d'estate (Swiss)                                       | Berthau                  |
| 2006     |                                                                                 |                          |
| oro      | Campionato italiano - squadre                                                   | Roma - Angelini          |
| oro      | Campionato italiano - società                                                   | Roma - Parioli           |
| oro      | Coppa Italia                                                                    | Roma - Angelini          |
| oro      | Campionato europeo                                                              | Italia                   |
| bro.     | Coppa europea dei campioni                                                      | Roma - Angelini          |
| bro.     | Campionato mondiale - coppie                                                    | Fantoni                  |
| arg.     | Campionato francese - squadre                                                   | Zimmermann               |
| arg.     | Campionato nordamericano d'estate (Spingold)                                    | Cayne                    |
| oro      | Campionato nordamericano d'autunno-coppie (Blue Ribbon)                         | Fantoni                  |
| bro.     | Campionato nordamericano d'autunno (Herman Trophy) punteggio individuale        | Fantoni                  |
| 2007     |                                                                                 |                          |
| oro      | Campionato italiano - squadre                                                   | Angelini                 |
| arg.     | Campionato italiano - società                                                   | Roma - Parioli           |
| oro      | Coppa Italia                                                                    | Angelini                 |
| oro      | Coppa europea dei campioni                                                      | Roma - Parioli           |
| oro      | Campionato mondiale transnazionale                                              | Zimmermann               |
| bro.     | Campionato nordamericano di primavera (Vanderbilt)                              | Cayne                    |
| oro      | Campionato nordamericano d'autunno (Reisinger)                                  | Cayne                    |
| 2008     |                                                                                 |                          |
| oro      | Campionato italiano - squadre                                                   | Angelini                 |
| oro      | Campionato italiano - società                                                   | Roma - Parioli           |
| oro      | Olimpiadi                                                                       | Italia                   |
| oro      | Coppa europea dei campioni                                                      | Roma - Parioli           |
| oro      | Coppa Italia                                                                    | Angelini                 |
| bro.     | Campionato nordamericano d'estate (Spingold)                                    | Cayne                    |
| 2009     |                                                                                 |                          |
| oro      | Campionato francese - squadre                                                   | Zimmermann               |
| bro.     | Campionato nordamericano di primavera (Vanderbilt)                              | Cayne                    |
| oro      | Campionato italiano - squadre                                                   | Angelini                 |
| arg.     | Campionato mondiale                                                             | Italia                   |
| oro      | Campionato francese - club                                                      | Colonial Nice-Zimmermann |
| oro      | Campionato italiano - società                                                   | Roma - Angelini          |
| oro      | Coppa europea dei campioni                                                      | Angelini                 |
| oro      | Coppa Italia                                                                    | Angelini                 |
| 2010     |                                                                                 |                          |
| bro.     | Campionato nordamericano di primavera (Vanderbilt)                              | Strull                   |
| arg.     | Campionato italiano - squadre                                                   | Angelini                 |
| arg.     | Campionato nordamericano d'estate (Spingold)                                    | Metzer                   |
| oro      | Campionato francese - club                                                      | Colonial Nice-Zimmermann |
| arg.     | Campionato italiano - società                                                   | Roma - Angelini          |
| bro.     | Campionato mondiale - squadre (Rosenblum)                                       | Zimmermann               |
| arg.     | Coppa europea dei campioni                                                      | Angelini                 |
| 2011     |                                                                                 |                          |
| arg.     | Campionato francese - squadre                                                   | Zimmermann               |
| bro.     | Campionato italiano - squadre                                                   | Angelini                 |
| oro      | Campionato nordamericano d'estate (Spingold)                                    | Zimmermann               |
| oro      | Campionato francese - club                                                      | Colonial Nice-Zimmermann |
| arg.     | Campionato italiano - società                                                   | Angelini                 |
| arg.     | Campionato nordamericano d'autunno (Reisinger)                                  | Zimmermann               |
| 2012     |                                                                                 |                          |
| arg.     | Campionato francese - squadre                                                   | Zimmermann               |
| oro      | Campionato italiano - squadre                                                   | Vinci - Canottieri Olona |
| oro      | Campionato europeo                                                              | Principato di Monaco     |
| oro      | Campionato monegasco                                                            | Zimmermann               |
| oro      | Campionato nordamericano d'estate (Spingold)                                    | Zimmermann               |
| bro.     | Olimpiadi                                                                       | Principato di Monaco     |
| oro      | Campionato francese - club                                                      | Monaco - Zimmermann      |
| bro.     | Coppa europea dei campioni                                                      | Monaco - Zimmermann      |
| oro      | Campionato nordamericano d'autunno (Reisinger)                                  | Zimmermann               |
| bro.     | Coppa Italia                                                                    | Lanciano - Tennis Roma   |
|          | Miglior giocatore italiano dell'anno 2012                                       |                          |
| 2013     |                                                                                 |                          |
| oro      | Campionato francese - squadre                                                   | Zimmermann               |
| oro      | Campionato italiano - squadre                                                   | Vinci -Canottieri Olona  |
| bro.     | Campionato nordamericano d'estate (Roth-Swiss)                                  | Monaco Z                 |
| arg.     | Campionato francese - club                                                      | Zimmermann - Monaco      |
| arg.     | Campionato mondiale                                                             | Principato di Monaco     |
| arg.     | Coppa Italia                                                                    | Can. Olona-Vinci         |
| oro      | Campionato nordamericano d'autunno (Reisinger)                                  | Monaco                   |
| oro      | Sportaccord World Mind Games - squadre                                          | Principato di Monaco     |
| oro      | Sportaccord World Mind Games - coppie                                           | Fantoni                  |
| oro      | Coppa di Francia                                                                | Zimmermann               |
| 2014     |                                                                                 |                          |
| oro      | Campionato francese - squadre                                                   | Zimmermann               |
| arg.     | Campionato nordamericano di primavera (Vandebilt)                               | Monaco                   |
| bro.     | Campionato italiano - squadre                                                   | Vinci - Canottieri Olona |
| arg.     | Campionato europeo                                                              | Principato di Monaco     |
| oro      | Campionato Monegasco                                                            | Zimmermann               |
| arg.     | Campionato nordamericano d'estate (Spingold)                                    | Monaco-Zimmermann        |
| arg.     | Campionato mondiale a squadre (Rosenblum)                                       | Monaco-Zimmermann        |
| bro.     | Sportaccord World Mind Games - Squadre                                          | Principato di Monaco     |
| 2015     |                                                                                 |                          |
| oro      | Campionato francese - Squadre                                                   | Zimmermann               |
| bro.     | Campionato italiano - Squadre                                                   | Vinci - Canottieri Olona |
| arg.     | Campionato nordamericano d'estate (Spingold)                                    | Monaco                   |

## Vita privata
È sposato con Elena Alessandra Anticoli de Curtis, nipote del celebre attore napoletano Totò.